# Patrik Svensson (autor)
Lars Patrik Svensson, nacido el 7 de diciembre de 1972 en la parroquia de Kvidinge, condado de Kristianstad,  es un periodista y autor sueco.
Svensson trabaja en la redacción cultural de los periódicos suecos Sydsvenskan (en Malmö) y Helsingborgs Dagblad (en Helsingborg). 
En el verano de 2019, debutó como autor con el libro Ålevangeliet (título traducido al español como “El evangelio de las anguilas”) que es en parte un libro de no ficción sobre la anguila como especie y su historia cultural, y en parte una historia autobiográfica sobre el autor y su padre. Los derechos de publicación del libro se adquirieron en 2019 para su publicación en otros 33 idiomas.   El libro recibió el Premio August al Libro Sueco de No Ficción del Año 2019.